# Tadzjikistans damlandslag i volleyboll
Tadzjikistans damlandslag i volleyboll representerar Tadzjikistan i volleyboll på damsidan. Laget debuterade i internationella sammanhang vid asiatiska spelen 2006. Varken vid den turneringen, vid samma turnering fyra år senare eller vid Islamic Solidarity Games 2017 har de lyckats vinna någon match. 

### Fotnoter
1. ↑  Senaste tillfället då någon kontrollerade att de inmatade tabelluppgifterna stämmer. Uppgifter kan ha matats in senare utan att kontrolleras av någon annan